# Hieracium intybaceum
Espèce
L’Épervière à feuilles de chicorée (Hieracium intybaceum) est une espèce de plante à fleurs de la famille des Astéracées et du genre Hieracium (Épervières).
C'est une plante herbacée vivace.